# Benedikt Röcker
Pour les articles homonymes, voir Rocker.
Benedikt Röcker, est un footballeur allemand, né le 19 novembre 1989. Il évolue actuellement au SV Wehen Wiesbaden comme défenseur central.

## Biographie
Il dispute trois matchs en première division allemande avec le club du VfB Stuttgart.
Benedikt Röcker joue huit matchs en Ligue Europa lors de la saison 2016-2017 avec le club du Brøndby IF.

## Palmarès
- Coupe du Danemark : 2018